# Tonhöhenänderung
Tonhöhenänderung (englisch pitch shifting, oft kurz als pitchen bezeichnet) ist ein Begriff aus der Tontechnik und Musikproduktion und bezeichnet Veränderung der Tonhöhe eines Audiosignals.

## Geschichte
Früher war dies nur durch schnelleres oder langsameres Abspielen von (analogen) Tonträgern möglich, heute stehen dazu Digital Audio Workstations oder spezielle Pitch Shifter zur Verfügung. Bei akustischen Musikinstrumenten bezeichnet Glissando eine gleitende Veränderung der Tonhöhe.
Bekannt ist der Effekt vor allem in diversen Disneyfilmen (Chip&Chap) und bei den Schlümpfen geworden (die sogenannten Schlumpfenstimme). Das Problem dieser Technik war und bleibt jedoch, dass die Originalgeschwindigkeit verfälscht wird und gerade beim Hochpitchen der Stimme zu schnell gesprochen wird. Um diesem Effekt entgegenzuwirken, mussten hierfür die Sprecher entsprechend langsamer beziehungsweise schneller sprechen.

## Funktionsweise
In der modernen Audiotechnik schafft eine zeitliche Streckung (sogenanntes Time-Stretching) Abhilfe. Es ermöglicht das Verändern der Abspielgeschwindigkeit ohne Einfluss auf die Tonhöhe des Audiomaterials. Heutige Software-Algorithmen zur Tonhöhenänderung werden daher gleichzeitig mit einer Funktion zur zeitlichen Streckung (time-stretching) ausgestattet.
Eine Tonhöhenänderung oder zeitliche Streckung kann nur in gewissen Grenzen 'realistisch' klingen. Werte ab etwa 15 bis 20 Prozent Abweichung vom Originalmaterial produzieren hörbare Störgeräusche (Grain- oder Verhallungs-Artefakte), die das Original hörbar verfremden, was auch gelegentlich als Effekt ausgenutzt wird. 
Wichtig für den naturgetreuen Klang von menschlichen Stimmen und Gesang nach einer Tonhöhenänderung ist eine Aufrechterhaltung der Formanten. Dieses sind Eigenresonanzen des Sprachapparates, die bei der Tonhöhenänderung üblicherweise verschoben werden, woraus sich eine starke Verfremdung ergibt (Mickey-Mouse-Effekt).

### Automatische Tonhöhenkorrektur
Die automatische Tonhöhenkorrektur ist eine spezielle Variante der Tonhöhenänderung, die häufig bei Gesangsaufnahmen angewendet wird.

## Verwendung
Tonhöhenänderungen werden in der Musikproduktion als Soundeffekt zur Beeinflussung des Klangbildes eingesetzt. Beispielsweise bieten auf Karaoke spezialisierte Musik- und Wiedergabesysteme diese Funktion, um ungeübten Sängern eine einfach vorzunehmende Anpassung der Musik an die schwierig zu ändernde Tonlage der Singstimme zu ermöglichen. Auch können damit Audioclips verschiedener Tonhöhen und Tempi angeglichen werden, wenn sie nicht erneut eingespielt oder gesampelt werden können. Zudem ermöglicht diese Technik, die spielbare Tonhöhe eines Instruments zu erweitern (eine Gitarre kann z. B. eine Oktave tiefer gerechnet werden).
Rückgekoppelte Pitch Shifter sind u. a. der Harmonizer der Firma Eventide und der i der Firma Boss. Durch die Rückkopplung kann ein künstlich erhöhter Ton am Ausgang zurück in den Eingang geleitet werden, um abermals erhöht zu werden und so weiter. Dabei entsteht ein schnell aufsteigendes Arpeggio.

## Software
Es gibt zahlreiche freie und kommerzielle Softwarepakete bzw. -module zur Audiobearbeitung, welche die Tonhöhe bzw. Abspielgeschwindigkeit verändern können, z. B.:
- Audacity
- KWave
- Nero Wave Editor
- MAGIX Music Studio
- Soundtouch